# Liste der Bodendenkmäler im Oberbergischen Kreis

Oberbergischer Kreis

Die Liste der Bodendenkmäler im Oberbergischen Kreis umfasst:
- Liste der Bodendenkmäler in Bergneustadt
- Liste der Bodendenkmäler in Engelskirchen
- Liste der Bodendenkmäler in Gummersbach
- Liste der Bodendenkmäler in Hückeswagen
- Liste der Bodendenkmäler in Lindlar
- Liste der Bodendenkmäler in Marienheide
- Liste der Bodendenkmäler in Morsbach
- Liste der Bodendenkmäler in Nümbrecht
- Liste der Bodendenkmäler in Radevormwald
- Liste der Bodendenkmäler in Reichshof
- Liste der Bodendenkmäler in Waldbröl
- Liste der Bodendenkmäler in Wiehl
- Liste der Bodendenkmäler in Wipperfürth